# Krajské město (Česko)

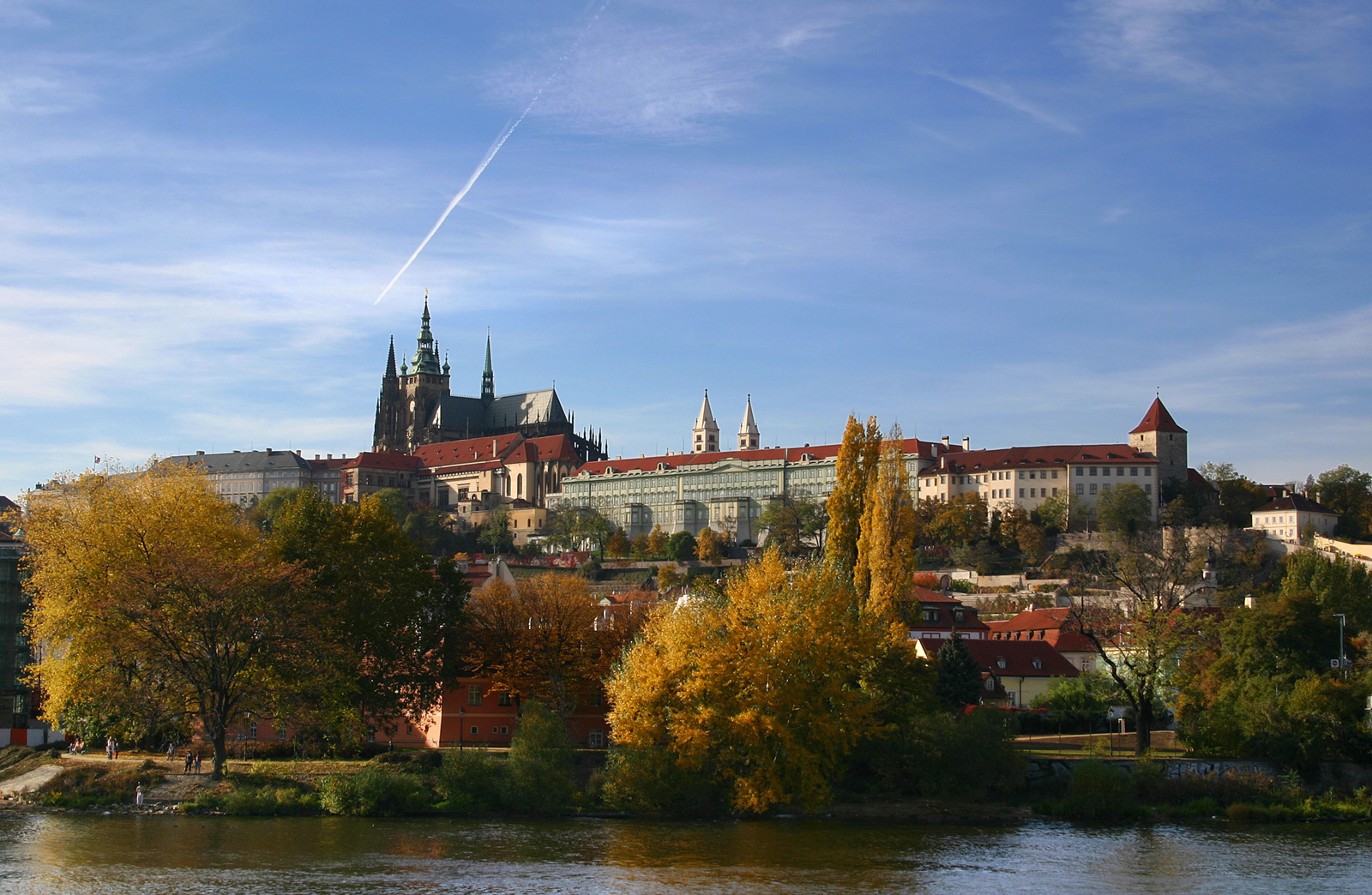
Praha, největší krajské město v ČR

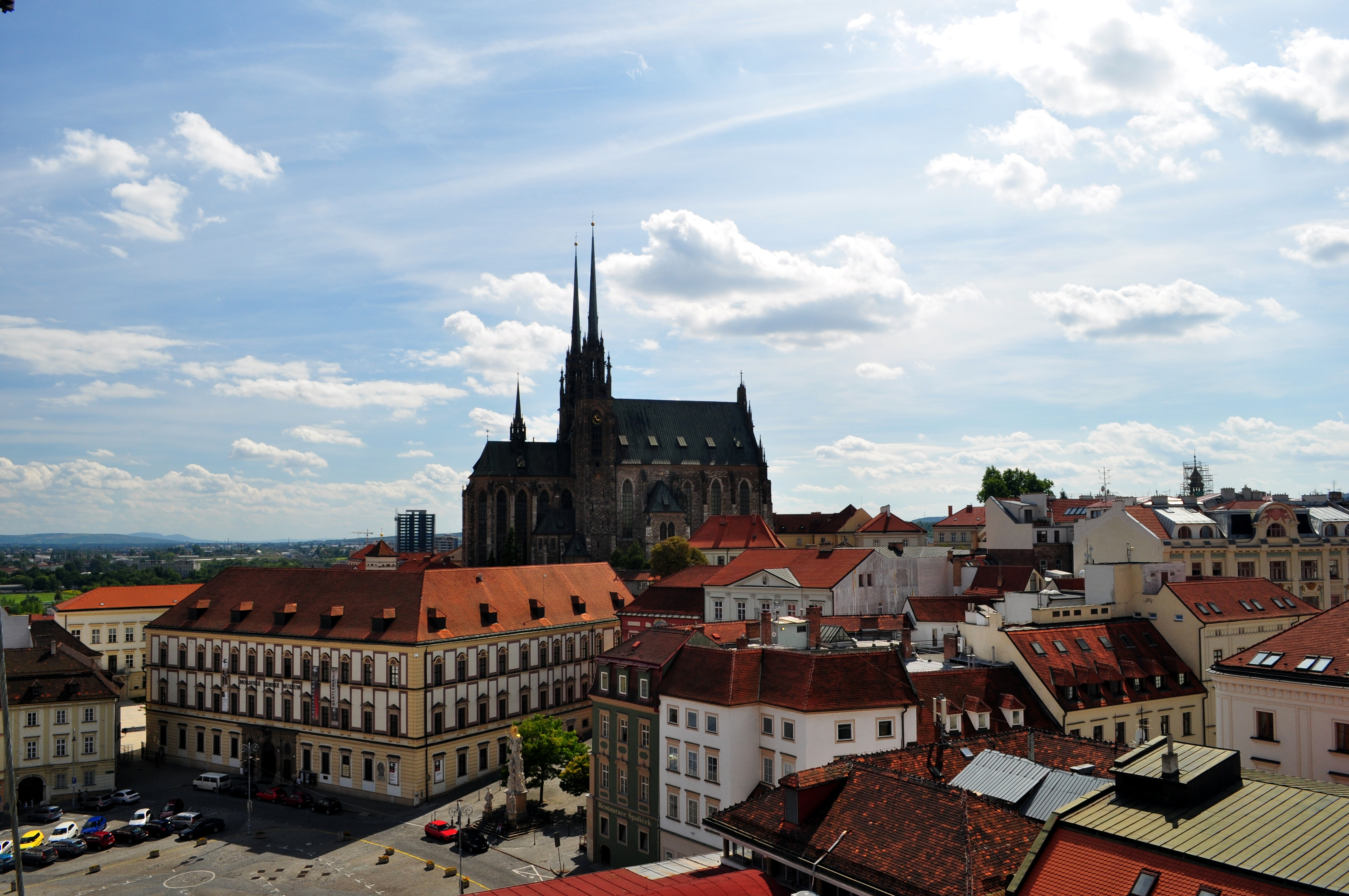
Brno, druhé největší krajské město v ČR

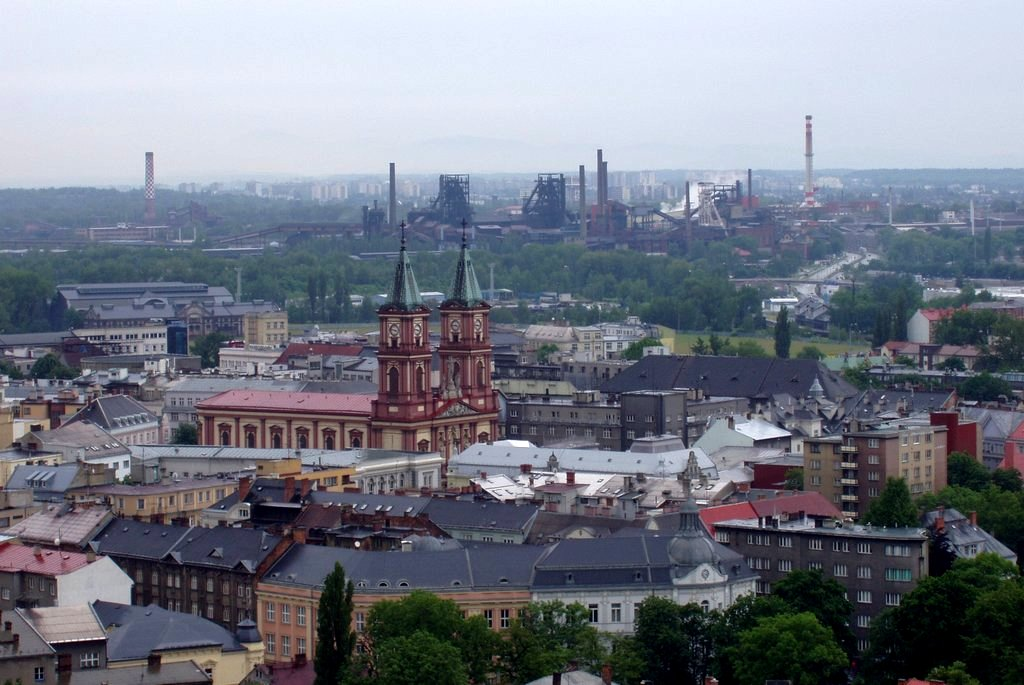
Ostrava, třetí největší krajské město v ČR

Krajské město je v České republice vžité a obecně užívané označení pro město, které je podle zákona sídlem kraje. Obvykle v něm sídlí rozhodující orgány kraje, krajských státních orgánů a krajských složek státních orgánů. V dřívějším zákoně číslo 280/1948 Sb., o krajském zřízení, byl v § 2 odst. 2 termín „krajská města“ uveden výslovně v závorce jako synonymum k termínu „sídla krajů“; občas se vyskytuje i v novějších právních předpisech a je běžně užíván i v oficiálních dokumentech vztahujících se k veřejné správě.
Ale například krajské soudy dosud sídlí pouze v původních krajských městech a ve zbylých mají většinou jen své pobočky.
V roce 2021 žilo ve všech 13 krajských městech celkem přes 2 927 000 obyvatel, tedy asi 27,3 % obyvatel České republiky. Proti roku 2017 je to nárůst o více než 55 000 obyvatel. Ve srovnání s rokem 2020 se počet obyvatel zvýšil ve čtyřech krajských městech – v Praze, Brně, Plzni a Pardubicích. Nejmenším krajským městem jsou Karlovy Vary, kde v roce 2021 žilo přes 48 300 obyvatel a jsou tak 21. největší české město.

## Seznam krajských měst Česka
- Brno, sídlo samosprávného Jihomoravského kraje
- České Budějovice, sídlo samosprávného Jihočeského kraje
- Hradec Králové, sídlo samosprávného Královéhradeckého kraje
- Jihlava, sídlo samosprávného Kraje Vysočina
- Karlovy Vary, sídlo samosprávného Karlovarského kraje
- Liberec, sídlo samosprávného Libereckého kraje.
- Olomouc, sídlo samosprávného Olomouckého kraje
- Ostrava, sídlo samosprávného Moravskoslezského kraje
- Pardubice, sídlo samosprávného Pardubického kraje
- Plzeň, sídlo samosprávného Plzeňského kraje
- Praha, samostatný samosprávný kraj, sídlo samosprávného Středočeského kraje
- Ústí nad Labem, sídlo samosprávného Ústeckého kraje
- Zlín, sídlo samosprávného Zlínského kraje

## Seznam krajských měst v Československu (1960–1992)
- Bratislava
- Banská Bystrica
- Brno
- České Budějovice
- Hradec Králové
- Košice
- Ostrava
- Plzeň
- Praha
- Ústí nad Labem